# نيكولاوس فولفغانغ فيشر
نيكولاوس فولفغانغ فيشر (بالألمانية: Nikolaus Wolfgang Fischer)‏ هو كيميائي ألماني، ولد في 15 يناير 1782 في Velké Meziříčí ‏ في التشيك، وتوفي في 19 أغسطس 1850 في فروتسواف في بولندا.